# 若尾綾香
若尾 綾香（わかお あやか、1989年8月4日 - ）は、日本のタレント、女優、モデル。山梨県出身。プロダクションノータイトル所属。

## 略歴・人物
- 特技は新体操、水泳、書道。
- 新体操ではインターハイ出場。
- 2018年に「武田の里・サッカーのまちにらさき親善大使」に就任。
- 『バチェラー・ジャパン シーズン2』出演以降は“若様”のニックネームで呼ばれる[1]。

## 出演

### テレビドラマ
- さんすう刑事ゼロ（2013年7月9日-、NHK）
- 五つ星ツーリスト（2015年2月19日-、YTV）

### バラエティ番組
- 森田一義アワー 笑っていいとも!（2014年、CX）
- 芸人報道（2014年、NTV）
- ゴーちゃん（2014年、EX）
- おどろき見たいTVびっくりぃむ（2014年、EX）
- 全力坂（2015年、EX）
- くりぃむナンチャラ（2015年、EX）
- 全力水（2015年、EX）
- ものまねグランプリ（2016年、NTV）
- ものまね紅白歌合戦（2018年9月21日、CX）
- 今夜くらべてみました（2018年10月24日、NTV）
- 踊る!さんま御殿!!（2018年12月25日、NTV）

### CM
THEO+「テオプラス」docomo　「お金の生存競争」（2018年12月10日-）

### WEBテレビ
- バチェラー・ジャパンシーズン2（2018年-、amazonプライム）
- Buzz by BuzzFeed（2018年7月-、BuzzFeed Japan）
- よしログ（2014年-、GYAO!）

### ショー
- 三愛ファッションショー（2013年）
- イオンウェディングコレクションショー（2014年）

### ファッションモデル
- 東京ファッションコレクション（2014年）

### イベント
- 2014ミス・ユニバース・ジャパン　ファイナリスト
- 2014ミス・アース・ジャパン　第3位　ミス・ウォーター・ジャパン受賞
- ミス・スプラナショナル2014　日本代表

### ラジオ
- って!頑張るじゃん、甲州人（2015年-、山梨ラジオ放送）

## 書籍

### 週刊誌掲載
- 週刊プレイボーイ（2016年・2018年、集英社）

### 雑誌掲載
- 東京ウォーカー（2018年7月KADOKAWA）